# Вера-Крус (Сан-Паулу)
Вера-Крус (порт. Vera Cruz) — муніципалітет у Бразилії, входить до штату Сан-Паулу. Складова частина мезорегіону Марілія. Входить в економіко-статистичний мікрорегіон Марілія. Населення складає 11 117 осіб на 2006. Займає площу 247,854 км. Щільність населення - 44,9 осіб/км².
Свято міста - 25 січня.

## Історія
Місто засноване 3 жовтня 1928.

## Статистика
- Валовий внутрішній продукт на 2003 складає 44.179.383,00 реалів (дані: Бразильський інститут географії та статистики).
- Валовий внутрішній продукт на душу населення на 2003 становить 3.979,41 реалів (дані: Бразильський інститут географії та статистики).
- Індекс розвитку людського потенціалу на 2000 становить 0,758 (дані: Програма розвитку ООН).